# Great Broughton (North Yorkshire)
Great Broughton – wieś w Anglii, w hrabstwie North Yorkshire, w dystrykcie (unitary authority) North Yorkshire. Leży 54 km na północ od miasta York i 333 km na północ od Londynu. Miejscowość liczy 940 mieszkańców.